# 아이 러브 베이스볼
아이 러브 베이스볼(영어: I love baseball)은 KBS N 스포츠에서 방송되는 야구 전문 프로그램으로, KBO 리그 시즌에만 방송된다.
방송 당일에 열렸던 KBO 리그 경기들의 하이라이트를 방송하고 있다.

## 역대 진행자
- 시즌1 - 김석류-평일진행. 송지선[1]-주말진행
- 시즌2 - 김석류- 평일진행( ~ 2010.8.22), 김석류퇴사로 인하여 주말진행 이지윤이 평일진행, 최희-주말진행(2010.8.24 ~ )
- 시즌3 - 이지윤 퇴사[2]로 최희 평일진행, 오현주-주말진행[3]
- 시즌4 - 최희-평일진행, 윤태진[4]-주말진행
- 시즌5 - 최희-평일진행, 윤태진-주말진행
- 시즌6, 시즌7 - 윤태진-평일진행, 정인영-주말진행
- 시즌8 - 오효주-평일진행, 이향-주말진행
- 시즌9 - 최희-평일진행, 이향, 오효주 중 1명 -주말진행
- 시즌10 - 최희 -평일진행, 이향, 오효주, 조은지 중 1명-주말진행
- 시즌11 - 조은지 - 평일진행, 오효주 - 주말진행
- 시즌12 - 오효주 - 평일진행, 조은지 - 주말진행
- 시즌13 - 오효주 - 평일진행, 조은지 - 주말진행
- 시즌14 - 오효주 - 평일진행, 조은지 - 주말진행
- 시즌15 - 양세원 - 최서임 - 전세연

## 같이 보기
- 베이스볼 투나잇
- 베이스볼 S
- 야구 읽어주는 남자
- 워너 B
- 야구가 좋다
- 스포츠 타임 베이스볼
- 베이스볼 NOW
- 오늘의 야구
- 먼데이 나잇 베이스볼
- 주간야구
- 야시장
- 불야성
- 합의판정
- 랭킹 베이스볼
- 베이스볼 어워즈